# FC Minsk
FC Minsk é uma equipe bielorrussa de futebol com sede em Minsk. Disputa a primeira divisão da Bielorrússia (Vysshaya Liga).
Seus jogos são mandados no Torpedo Stadium, que possui capacidade para 4.820 espectadores.

## História
O FC Minsk foi fundado em 2006.